# Museum Berggruen
Het Museum Berggruen is een museum waar de collectie Berggruen wordt getoond als deel van de Nationalgalerie in de westelijke Stülerbau tegenover Slot Charlottenburg in Berlijn.

## De collectie
De kunstverzamelaar Heinz Berggruen keerde in 1996, na een ballingschap van 60 jaar, weer terug in zijn geboortestad Berlijn. De collectie kunst, die hij in dertig jaar had verzameld, bracht hij als een bruikleen mee. In 2000 werd de collectie voor een symbolisch bedrag van 253 miljoen DM (geschatte waarde destijds 1,5 miljard DM) aan de Stichting Pruisisch Cultuurbezit overgedragen. De collectie wordt in het Museum Berggruen aan het publiek getoond als Sammlung Berggruen – Picasso und seine Zeit.
Kern van de verzameling zijn de meer dan 100 werken van Pablo Picasso en de ruim 60 schilderijen van Paul Klee. Henri Matisse is vertegenwoordigd met meer dan 20 werken (waaronder meerdere knipselwerken). Beeldhouwwerken van Alberto Giacometti, alsmede Afrikaanse beelden ronden de kerncollectie af.
De collectie omvat voorts nog werken van Paul Cézanne en Georges Braque.
Nieuwe aankopen, die inmiddels aan de museumcollectie zijn toegevoegd:
- Pablo Picasso: Horta de Ebro (1909) - (gekocht van het Museum of Modern Art, New York)
- Pablo Picasso: Nu Jaune (1907) - (gouache, eerste studie voor Les Demoiselles d'Avignon)
- Alberto Giacometti: Die Große Stehende Frau III (1960) - (sculptuur, die zich reeds als bruikleen in het museum bevond. Berggruen kocht het werk enkele weken voor zijn dood om de sculptuur blijvend deel te laten uitmaken van de museumcollectie).

## Uitbreiding
Na de dood van Heinz Berggruen in 2007 maakten de erven van de verzamelaar en mecenas bekend nog 50 werken aan het museum ter beschikking te willen stellen en zo de traditie van de vader voort te zetten. Tot deze aanvulling op de bestaande collectie behoren schilderijen van Picasso, Matisse, Klee en Cézanne. Teneinde een passende ruimte voor deze uitbreiding te creëren, zal de stad Berlijn het aangrendende Kommandantenhaus, ter gelegenheid van het vijftigjarige bestaan van de Stiftung Preußischer Kulturbesitz, aan de stichting schenken.